# National Red Cross Pageant
National Red Cross Pageant é um filme mudo produzido nos Estados Unidos, dirigido por Christy Cabanne e lançado em 1917. É atualmente considerado filme perdido.